# バーガーキング

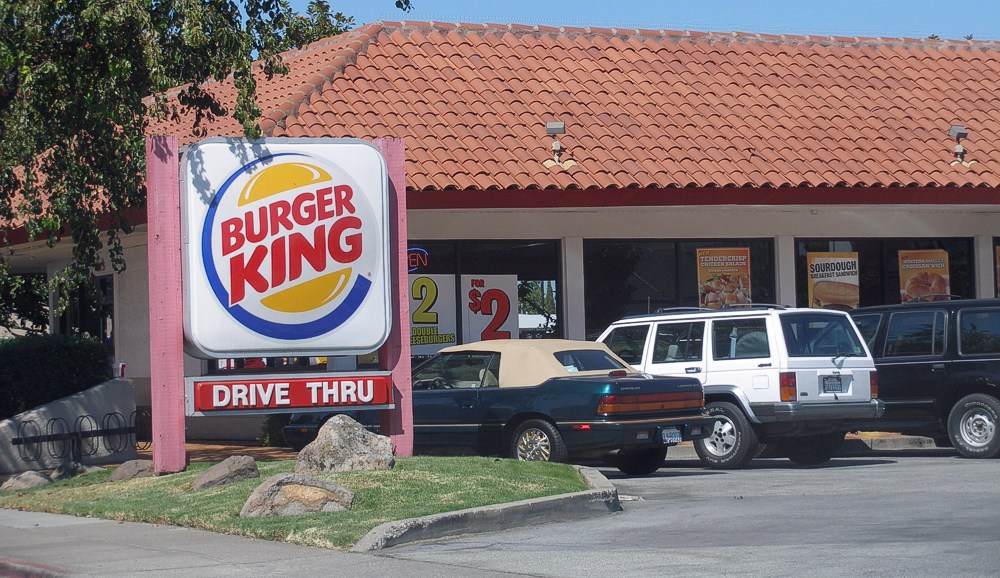
バーガーキングの店舗（アメリカ）

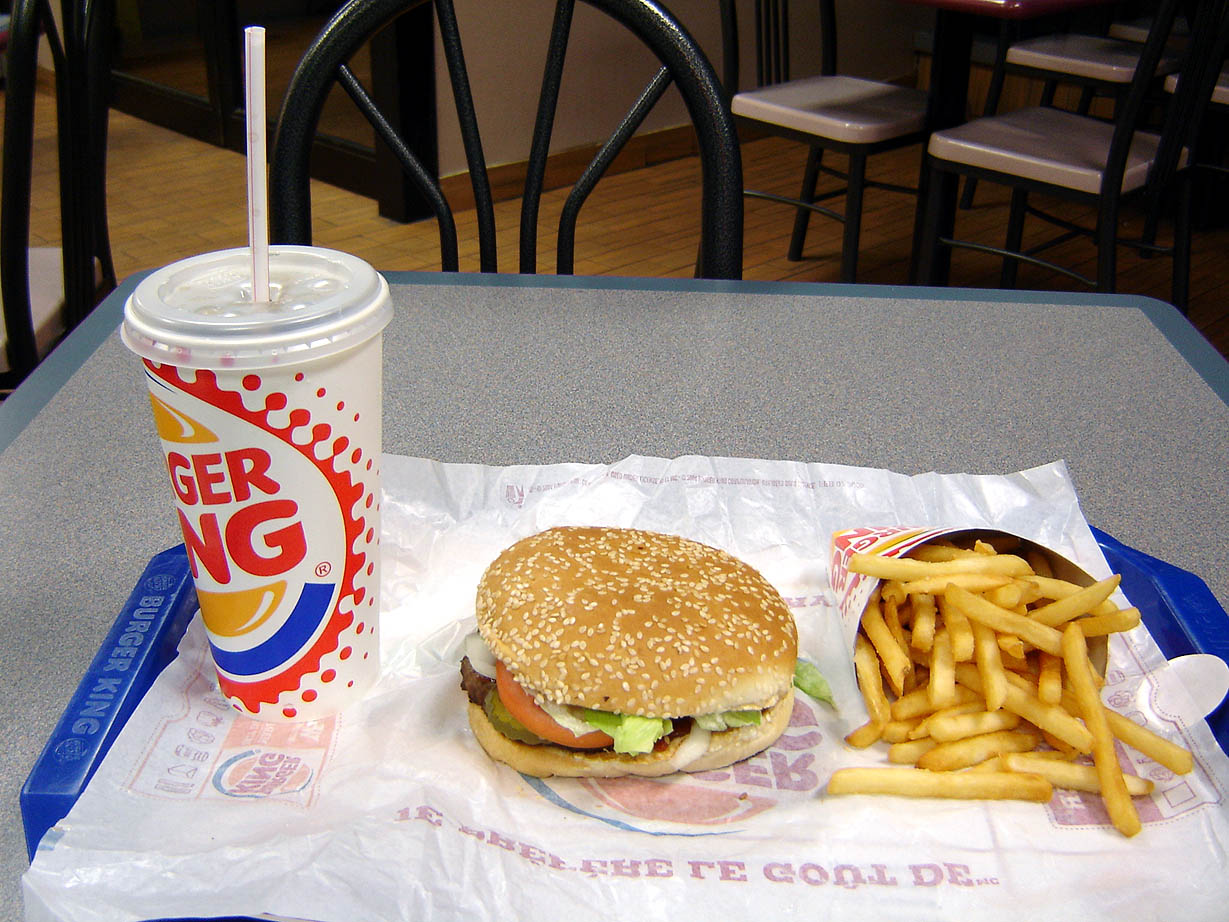
一般的なセットメニュー

バーガーキング（英語：Burger King）は、アメリカ合衆国フロリダ州マイアミ・デイド郡に本社を置くハンバーガーチェーンであり、大型ハンバーガー「ワッパー」で知られている。
同社は1954年にフロリダ州マイアミでハンバーガーレストランとしてオープンした。
2018年12月31日の時点で、バーガーキングは100か国で17,796店舗を展開している。
このうちの半分近くがアメリカ合衆国に存在しており、アメリカ国内店舗の99.7％が独立したオーナーによって所有・運営されている。新オーナーは2013年に導入された新しいフランチャイズ方式にほぼすべて移行している。
バーガーキングは歴史的には何パターンかのフランチャイズでその事業を展開してきた。フランチャイズの契約ライセンスは地域によって異なっており、地域ごとのマスターフランチャイズと呼ばれる事業者が、実際に店舗を運営するオーナーにフランチャイズの権利を販売している。バーガーキングとこれらのフランチャイズ事業者との関係は常に円満というわけではなく、時には両者の間で争いがあり、さらに問題が大きくなって裁判にまで至った事例もある。たとえばバーガーキングのオーストラリアのフランチャイズ事業者であるハングリージャックスは、別の店名で事業を展開している唯一の事業者であるが、商標を巡る両者間の法的な争いは裁判によって決着している。

## 歴史
バーガーキングの前身企業は、1953年にフロリダ州ジャクソンビルで「インスタバーガーキング」(Insta Burger King)として設立された。
カリフォルニア州サンバーナーディーノにあるマクドナルド兄弟のオリジナル店舗の訪問後に、創業者兼オーナー（キース・J・クレイマーと彼の妻の叔父マシュー・バーンズ）が「インスタマシン」（Insta-machines）と呼ばれる二つの機械の権利を買って、最初の店を開いた。
彼らは、購入した機械のうちの1台、インスタブロイラー（Insta-Broiler）と呼ばれるオーブンを使って調理していた。この戦略は非常な成功を収め、その後、すべてのフランチャイズがこの機器を使用するように義務づけられた。
その後、会社が傾いたので、1959年にマイアミを拠点とするフランチャイズ事業者のデビッド・エジャトンとジェームズ・マクラモアによって買収された。彼らはチェーン企業の再建に乗り出し、最初に会社名を「バーガーキング」と改めた。彼らは8年間でチェーンをアメリカ国内で250店舗以上を擁する規模にまで拡大させると、1967年に会社をピルズベリーに売却した:28。
ピルズベリーの経営陣は1970年代後半と1980年代前半、数回にわたってバーガーキングの事業再構築を試みた。その中でもっとも特筆すべきものは、1978年にバーガーキングがマクドナルドの経営陣からドナルド・N・スミスを引き抜いて企業刷新を行わせたことだった。この改革は「オペレーション・フェニックス」と呼ばれた:118。スミスは会社のすべてのレベルで業務を再構築した。メニューの拡大:119:66、新しい標準化された店舗などである。だが、スミスは1980年、会社の売上が落ちる直前にペプシコに移籍した。
ピルズベリーのレストラン事業担当執行副社長のノーマン・E・ブリンカーが主敵マクドナルドとの競争で優位に立ってブランドを再生させる任にあたることになった。彼が新たに打ち出した作戦の一つは新しい広告キャンペーンで、主な競合店を対象にした攻撃的広告を打ち出した。これはハンバーガーのトップチェーン、マクドナルドとバーガーキングでの激しい戦いの時代をもたらし、バーガー戦争として知られている。1984年、ブリンクラーは会社を去った。彼はダラスを拠点とするハンバーガーチェーンのチリーズを買収して経営者となった。
スミスもブリンクラーも、その経営方針は最初は有効に働いた。だが、それぞれの退任後、ピルズベリは彼らによる変化の大部分を緩和もしくは破棄し、新規出店を抑制した。これらの行動は会社の成長を停滞させ、再度の売上低下を招いた。最終的に、バーガーキングとピルズベリーは財務的に苦しい状態状態に陥った。
オペレーションの弱さとリーダーシップの欠如のせいで、会社は長期間、泥田に足を取られたままだった。
最終的にピルズベリーはイギリスのエンタテインメント・コングロマリットであるグランドメトロポリタンによって1989年に買収された。
買収当初、グランドメットは新たなCEOバリー・ギボンズの指揮下にチェーンの収益性の改善を図った。最初の2年間に彼が行った改革は、新商品の導入やディズニーとの提携では成功した。その一方では引きつづき企業イメージに問題があったことや広告戦略が効果的でなかったことは失敗で、それを差し引いた結果は必ずしも満足行く物ではなかった。さらに、ギボンズは利益を得ようと会社の資産のいくらかを売却し、多数のスタッフをレイオフした。
ギボンズの退任後に就任した歴代CEOは、いずれも会社のブランドの修復に努めた。たとえばメニューを変えることや、新しい広告代理店との契約や、その他様々な変革の試みがあった。しかし、親会社によるバーガーキングブランドの軽視は、グランドメトロポリタンが1997年にギネスと合併してディアジオになっても変わらなかった。
親会社がブランドをないがしろにし続けた代償は、有力フランチャイジーが事業から撤退するという形で会社に返ってきた。事業価値は大幅に減少していた。2000年にディアジオは最終的な決断を下し、損失の続くチェーンを切り離して売りに出した。

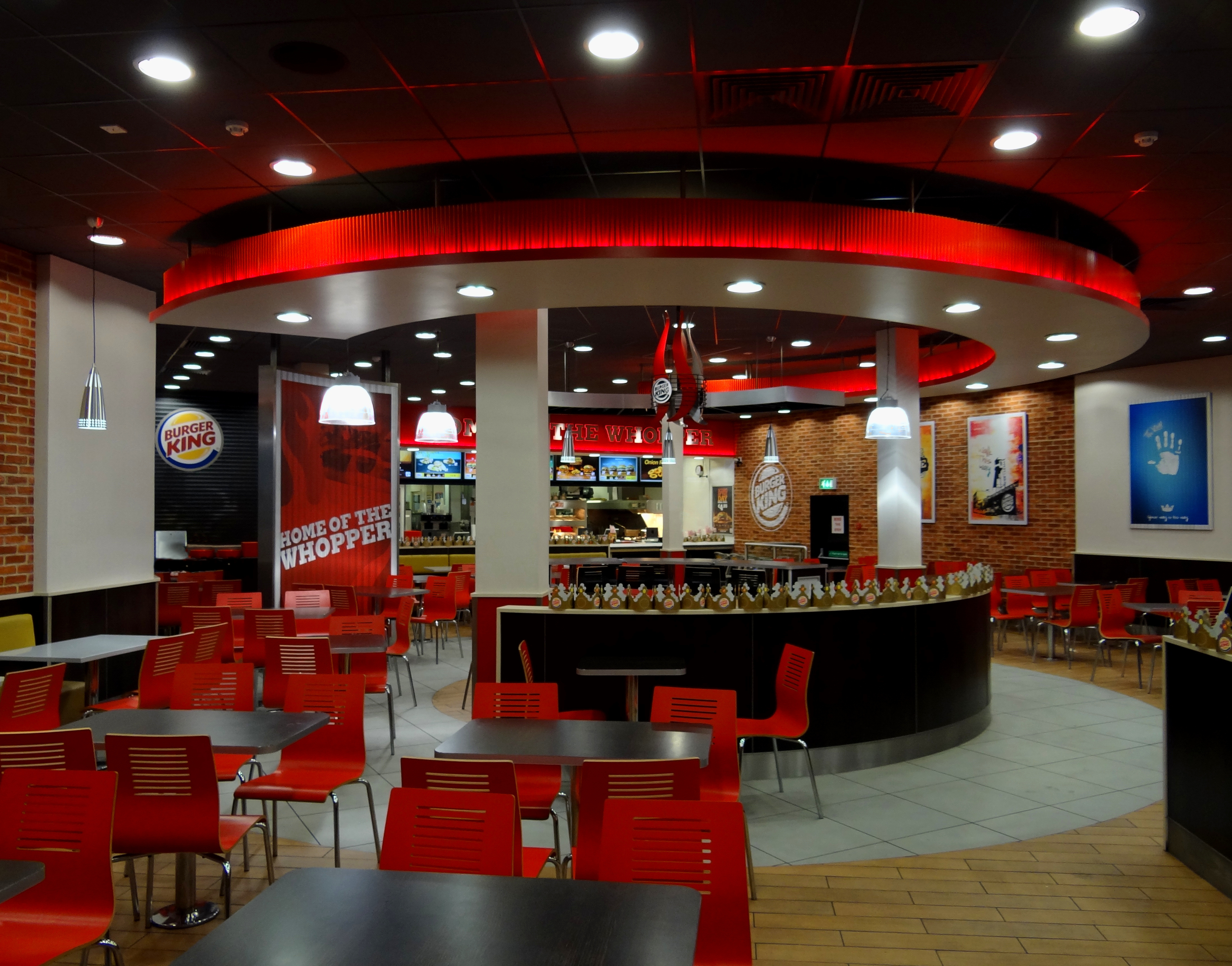
20/20コンセプト店の一例。アイルランドのコークにある店舗より。

21世紀に入り、2002年にディアジオから会社を15億ドルで購入した投資ファンドのTPGキャピタルによって、会社は再独立を果たした。
新しいオーナーは素早く動いて会社を再活性化・再組織化した。その結果、2006年には株式の再上場を果たすという大成功を収めた
。
2010年、バーガーキングは3Gキャピタルという別の企業に買収され、非公開会社となる。それから2年後、バーガーキングはニューヨーク証券取引所に上場する。
2019年には人工肉を用いたインポッシブル・ワッパーが発売された。また、2020年にはワッパーの材料から合成着色料や化学調味料などが除外された。そして、2021年1月、バーガーキングはブランドの再構築を実施した。

### ロゴマーク
ロゴマークの変遷
- （1954年～1957年）オリジナルロゴ（ワードマーク）
- （1955年～1968年）マスコットキャラクターのザ・バーガー・キング（英語版）があしらわれている。
- （1969年～1994年）ワッパー型になった
- （1994年～1999年）先代の改訂版
- （1999年～2020年）青い三日月が特徴である（後述）
- （2020年～ ）現行ロゴ。先々代とほとんど同じもの。

最初のロゴは文字（ワードマーク）で、1953年7月28日に導入された。
最初のキャラクター、ザ・バーガー・キングのイラストをあしらったものは1960年代に用いられ、ドリンクを手にしたキャラクターがバーガー（ワッパー）の上に座っているデザインから「座っているキング」（Sitting King）ロゴなどと呼ばれた。これはいくつかのバージョンが作られた。バーガーでなく、会社名とモットーの「ワッパーの家Home of the Whopper」と書かれた逆台形の上にキングが座っているものもあった。さらに、キングを省いて台形だけの物も作られた。このロゴは色々なバリエーションで1969年4月30日まで使われた。1969年5月1日、新しい「bun halves」ロゴが登場した。これが基本的には現在まで使われている。このロゴはハンバーガーに似ており、社名を2つのオレンジの半円型のバンズで挟んでいる。1994年4月30日、デザインはシェイプアップされ、"膨らんだ"フォントは、縁が丸くてすっきりしたフォントに変更された。
1999年に発表されたロゴデザインでは、ワッパーの部分が青色で囲まれており、デザイン分野の批評家であるスティーブン・ヘラーは、このデザインがスポーツブランドを思わせるとして批判しているほか、22年後にバーガーキングのリブランドに携わったフェルナルド・マシャド（Fernando Machado）もこの批判に同意している。
このデザインについて、当時ロゴのデザイナーチームに所属していたデビー・ミルマンはBusiness Insiderに対してこのロゴがナイキのデザインに影響を受けていたと述べ、「[前略]そのときのロゴは、バーガーキングが、モダンでシャープで、少しエッジが効いていることを表現していた」と話している。
2021年3月のリブランドではロゴも刷新の対象となり、1994年から1999年のものに近いデザインが用いられた。また、先代のロゴにあった青色や光沢表現は除外された。
オーストラリアではハングリージャックスの名称で事業展開しているが、そのロゴはバーガーキングとほぼ同一デザインで文字のみが異なる。創業の1971年からワッパー型のロゴを使い、1995年にフォントを現行のすっきりしたものに変更した。なお、バーガーキングで用いられていた青い三日月をあしらったロゴも2001年にデザインされたが、導入はされなかった。

## フランチャイズ

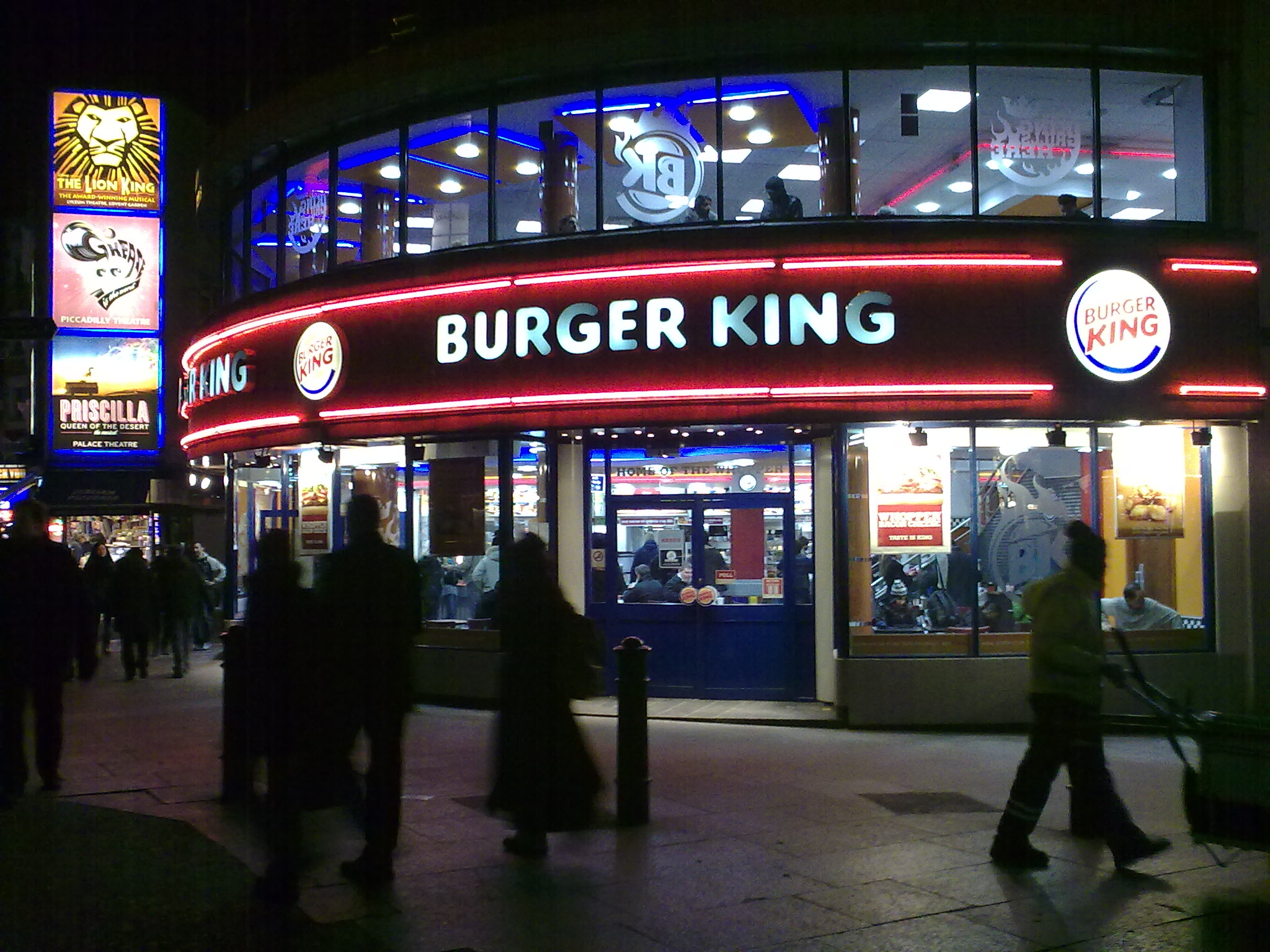
イギリス、ロンドンのレスター・スクウェアのバーガーキング店舗

BKC（バーガーキングコーポレーション）が1959年にフランチャイズを始めたときに採用したのは、地域モデルだった。これは、フランチャイズ事業者に対して、一定の地理的範囲の地域単位で店舗を開く権利を売却するものだった。:117:64。このフランチャイズ契約では、個々のフランチャイズ事業者に対するBKC側の監督権が極めて弱く、製品の品質管理や、店舗のイメージや設計、それに業務の手順などで問題が発生しがちだった:118:64。
1970年代には、このバーガーキングのフランチャイズシステムの構造的欠陥が、ピルズベリーにとってさらなる問題となっていった。有名な事例としては、バーガーキングとルイジアナを拠点とするフランチャイズ事業者のチャート・ハウス（Chart House）との関係がある:64。チャート・ハウスは、バーガーキングのフランチャイズグループとしては当時最大で、アメリカ国内に350以上の店舗を有していた。そのオーナーのウィリアム・トロッターとジェームズ・トロッターは、1970年代には数回にわたってバーガーキング本体の取得あるいは買収を試みており、その都度ピルズベリーの拒絶にあっていた。
企業買収の試みが失敗した後、チャート・ハウスとバーガーキングの関係は悪化し、ついには裁判にまで発展した。結局、チャート・ハウスは1980年代初頭に、バーガーキング事業を分社化してDiversiFoodsという持ち株会社に移し、これは1984年にピルズベリーによって買収・吸収された。
1978年、ドナルド・N・スミスによる改革である「オペレーション・フェニックス」によって、このフランチャイズシステムにもメスが入れられた。以後のフランチャイズ契約では、新オーナーはその店舗から1時間以上離れた場所には住めないことになった。これによって、新規のオーナーはより小規模なグループか個人に限られ、大規模で複数の州にまたがるような企業がフランチャイズ契約を結ぶことはできなくなった。また、フランチャイズ事業者は他のチェーンとの掛け持ちも禁じられ、バーガーキングの資金をそちらに流用することができなくなった。この新方針によって、フランチャイズ事業者の規模は強力に制限され、チャート・ハウスのようにBKCに挑戦する大型フランチャイズ事業者の出現は阻止された:64。

## 各国での事業展開
本社直営のフランチャイズ方式ではなく、各国毎に地元企業と業務提携を行う方式で、欧米を中心に多くのチェーン店を展開している。
2018年12月31日の時点で、バーガーキングは100か国で17,796店舗を展開している。
オーストラリアでは出店する際に「バーガーキング」の商標が登録済であったため、「ハングリージャックス」（Hungry Jack's）の名称で展開した。1990年代にバーガーキングは商標の譲渡を受け、名称変更しようとしたが、ハングリージャックス側は既に名称が普及しているとしてこれに反対した。契約違反および営業妨害としてバーガーキングを訴訟し、ハングリージャックス側が勝訴している。
タイでは、マイナー・インターナショナルが事業を行っている。

### 日本における展開
日本におけるバーガーキングのフランチャイズ事業は、複数回にわたり転々として来た。
1993年、西武商事（現・西武プロパティーズ）がアメリカ・バーガーキング社とフランチャイズ契約を結び、独自のチェーンを展開したが、のちに提携を解消した。
1996年に日本たばこ産業（JT）が、米バーガーキング社の持株会社であるイギリス企業、グランド・メトロポリタン社と提携し、バーガーキングジャパンおよび共同出資会社であるJTグランドメット株式会社を設立した。さらに、レストラン森永から取得した森永LOVEの店舗を利用してバーガーキングの事業を展開した。ところが、翌1997年にグランドメトロポリタンとギネスの合併に伴う方針変更によりJTグランメットは解散した。その後、2001年3月までJTとバーガーキング・コーポレーションの提携は続いた。その間に展開できた店舗数は当初の計画の4分の1である25店舗だった。
2007年、ロッテとリヴァンプが共同出資会社バーガーキング・ジャパンを設立。この会社は2010年にロッテリア (韓国法人)に買収された。
2017年、日本国内での運営権を香港の投資会社アフィニティ・エクイティ・パートナーズに譲渡し、アフィニティ社は新たな日本法人「BKジャパンホールディングス」を設立した。既存の店舗は韓国ロッテリアが運営を続ける。

### 展開する国や地域
| 展開する国の世界地図 | ノルウェーの店舗 | イギリスの店舗 | ドイツの店舗 |
| -------------------- | ---------------- | -------------- | ------------ |

バーガーキングは、以下の国と地域で店舗を展開している。一部の国では、出店している地域でハラールとして扱われている。
- アンドラ
- アルゼンチン
- オーストリア
- オーストラリア（ハングリー・ジャックスの名で展開）
- バングラデシュ
- ボスニア・ヘルツェゴビナ
- バハマ
- バーレーン
- ベラルーシ
- ボリビア
- ブラジル
- ブルガリア
- カナダ
- コロンビア（2008年3月再出店）
- チリ
- チェコ
- 中華人民共和国
- コスタリカ
- キプロス
- デンマーク
- ドミニカ共和国
- エクアドル
- エジプト
- エルサルバドル
- フェロー諸島
- フィンランド
- フランス
- ドイツ
- ジブラルタル
- グアテマラ
- ガイアナ
- ホンジュラス
- 香港
- ハンガリー
- インド
- インドネシア
- イラク[注 1]
- アイルランド
- イタリア
- ジャマイカ
- 日本
- ヨルダン
- カザフスタン
- クウェート
- レバノン
- マレーシア
- マルタ
- メキシコ
- ネパール（2011年初頭にカトマンズに出店）
- オランダ
- アルバ
- キュラソー
- シント・マールテン
- ニュージーランド
- ニカラグア
- ノルウェー
- オマーン
- パキスタン
- パナマ
- パラグアイ
- ペルー
- フィリピン
- ポーランド
- ポルトガル
- ルーマニア
- ロシア
- カタール
- 韓国
- サウジアラビア
- シンガポール
- スロバキア
- スロベニア
- 南アフリカ共和国
- スペイン
- セントルシア
- スウェーデン
- スイス
- 台湾
- タイ
- トリニダード・トバゴ
- トルコ
- アラブ首長国連邦
- イギリス
- ケイマン諸島
- アメリカ合衆国
- グアム
- プエルトリコ
- ウルグアイ
- ベネズエラ
- ベトナム

### 過去に出店していた国や地域
- ギリシャ（1990年代に展開）
- ウクライナ（2006年に展開）
- アメリカ領ヴァージン諸島（1997年に撤退）
- アイスランド（2008年末に撤退）
- イスラエル（2010年に撤退）
- アフガニスタン（2004年に展開、2021年7月に撤退[55] [注 2]。）

## メニュー
バーガーキングでは他のハンバーガーチェーンと異なり、パティを鉄板ではなく直火で焼き、肉汁を留めて余分な油だけを落とす「直火焼き」を採用している

### ワッパー

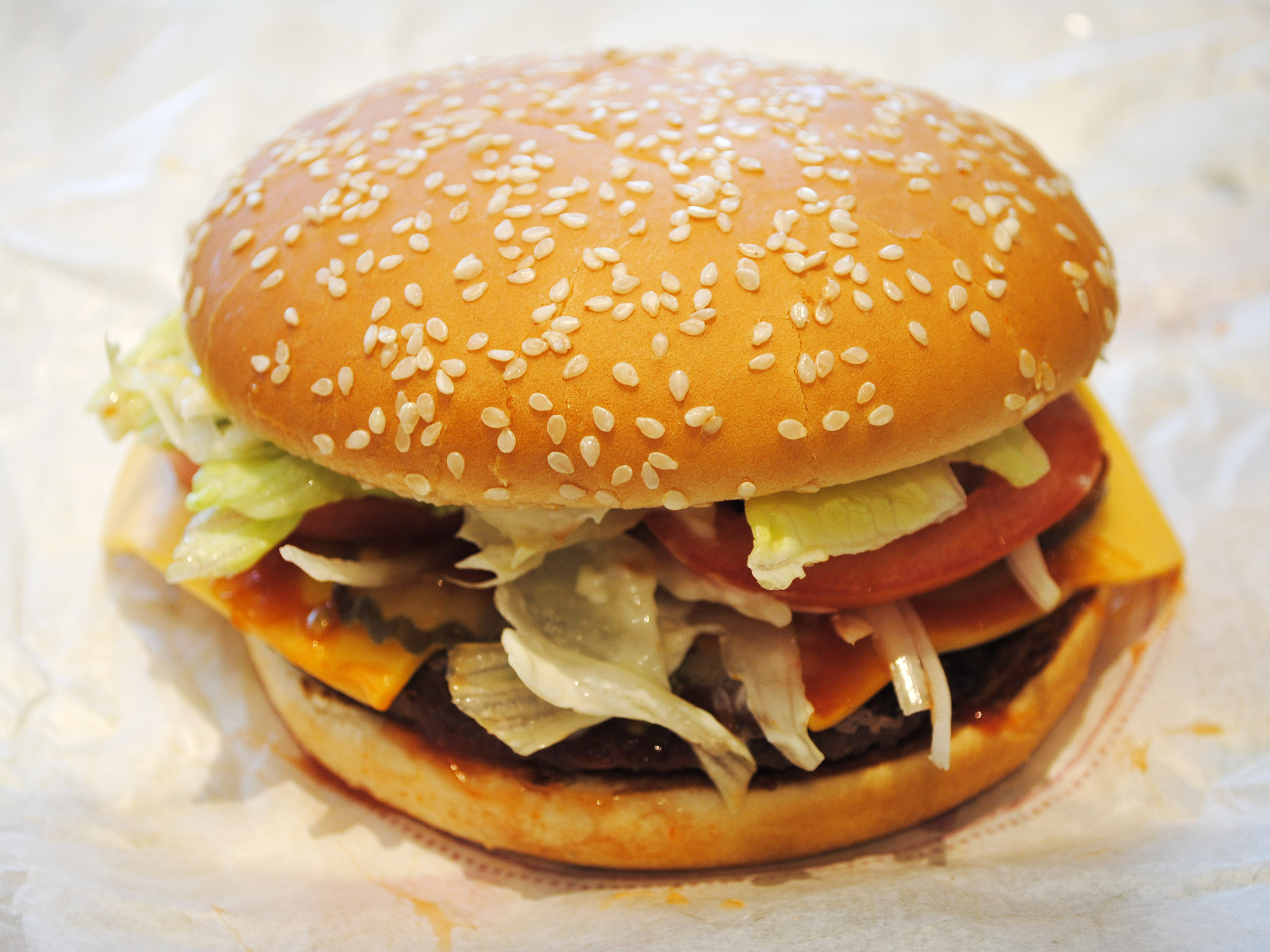
ワッパー（ワッパーチーズ）

「ワッパー」（Whopper）と呼ばれる大型ハンバーガーは、バーガーキングの主力商品である。ケチャップはアメリカ・ハインツ社の製品を使用し、フライドポテトにもケチャップのミニパックが付属する。
「ワッパー」は下から順に、バンズの下半分、網焼きのミートパティ、ピクルス、ケチャップ、たまねぎ、トマト、レタス、マヨネーズ、バンズの上半分（ゴマ付き）、の順で構成される。サイズにして直径約13cm、高さが約5cm。
その他、スライスチーズをはさんだ「ワッパーチーズ」、ベーコンとチーズをはさんだ「ベーコンチーズワッパー」などがある。

### その他サンド
- フィッシュバーガー
- ダブルベーコンチーズ
- シングルベーコンチーズ
- テリヤキレタスバーガー
- タルタルチキン
- テリヤキダブルチキン
- モンスターベイビーII
- シュプリームチーズバーガー
- ハッシュ&チーズ
- チーズバーガー
- ハンバーガー

### HAVE IT YOUR WAY
バーガーキングの大きな特徴がHAVE IT YOUR WAY（お好み通りに）と呼ばれるハンバーガーの具材を増やしたり、減らしたりすることができるサービスである。例えばワッパーを注文する際に、ビーフパティを3枚追加、ケチャップとピクルスを多めに、レタスを少なめに、オニオンは入れずに、といったオーダーの仕方ができる。裏メニューではなく、公式に宣伝しているサービスである。追加（アド）は有料であるが、レタス、ピクルス、オニオン、マヨネーズは1.5倍まで無料で増量できる。

### サイドメニュー
一般的なフレンチフライのほかに、フライドオニオンリングが主力のサイドメニューとなっている。セットで注文する際、ワッパー等のサンドメニュー+（ポテトorオニオン）+ドリンクが基本的なセットとなっている。ポテトかオニオンにはトマトケチャップを付けることができる。
そのほかの主なサイドメニューは以下のとおりとなる。
- BKチージーフライ
- コルビージャック・スナックサラダ with シーザー
- チキンナゲット

### デザート
- アップルパイ
- サンデー各種（チョコレートソース、ラズベリーソース）
- フロート

### ドリンク
コーヒーや紅茶、コーラ、オレンジジュースなど、ソフトドリンクがメニューにある。
ハイネケンやハイボールなど酒の販売を行う店舗もある。

## 特色のある店舗
- 2015年にフィンランド・ヘルシンキ市内に『バーガーキングサウナ』がオープンした[59]。この『バーガーキングサウナ』は、貸切制サウナだが、サウナからハンバーガー等の注文ができ、店員がサウナまで注文品を届ける事も可能である。

## その他

### 「人種差別的」広告動画
2019年にニュージーランド国内で発売を開始していたベトナム風バーガーの広告動画に、西洋人が巨大な箸を使ってハンバーガーを食べようとするシーンがあったが、同年4月にニュージーランド在住の韓国人女性が「アジア人の食べ方を笑いの種にしようとした」としてバーガーキングを非難し「広告は人種差別的だ」と述べた。これを受けてバーガーキングは動画を取り下げた。